# تشانغ (مخرج)
تشانغ هو كاتب سيناريو ومخرج كوري الجنوبي، ولد في 1975 في كوريا الجنوبية.

## وصلات خارجية
- تشانغ على موقع IMDb (الإنجليزية)
- تشانغ على موقع قاعدة بيانات الفيلم (الإنجليزية)